# بایرام اوشاغی
بایرام اوشاغی (ترکی آذربایجانی: Bayramushagy) یک منطقهٔ مسکونی در جمهوری آرتساخ است که در استان کاشاتاق واقع شده‌است.